# ニューヨーク州アスレチック・コミッション
ニューヨーク州アスレチック・コミッション（英語: New York State Athletic Commission、略称：NYSAC）は、アメリカ合衆国ニューヨーク州内におけるボクシング・総合格闘技・キックボクシング・プロレスなどの格闘技の競技とエキシビションを統括・管理する委員会組織。かつては、ボクシングの世界王座を独自に認定していた。

## 概要
1911年に設立される。1917年に一度解散する。
1920年、ニューヨーク州で禁止されていたボクシングがウォーカー法によって合法化される。
1921年、ニューヨーク州アスレチック・コミッションが再設立される。
1921年、ニューヨーク州アスレチック・コミッションに対抗するため合衆国の13州によって全米ボクシング協会（NBA、National Boxing Association）が設立される。
特に1927年から1940年にかけて、ニューヨーク州アスレチック・コミッションと全米ボクシング協会は別々のボクシング世界王者を認定していた。
1977年、女性であることを理由にボクシングライセンスの認可をニューヨーク州アスレチック・コミッションから認められなかった女子ボクサーのキャシー・デービスが訴訟を起こす。デービスは勝訴し、「女性は、ボクサー、セコンド、及び男性とのレスリングのエキシビションを行うことを認可されない」という法律が無効化され、デービスはボクシングのライセンスを認可された。
2016年、ニューヨーク州で禁止されていた総合格闘技が合法化される。